# Turun Sanomat

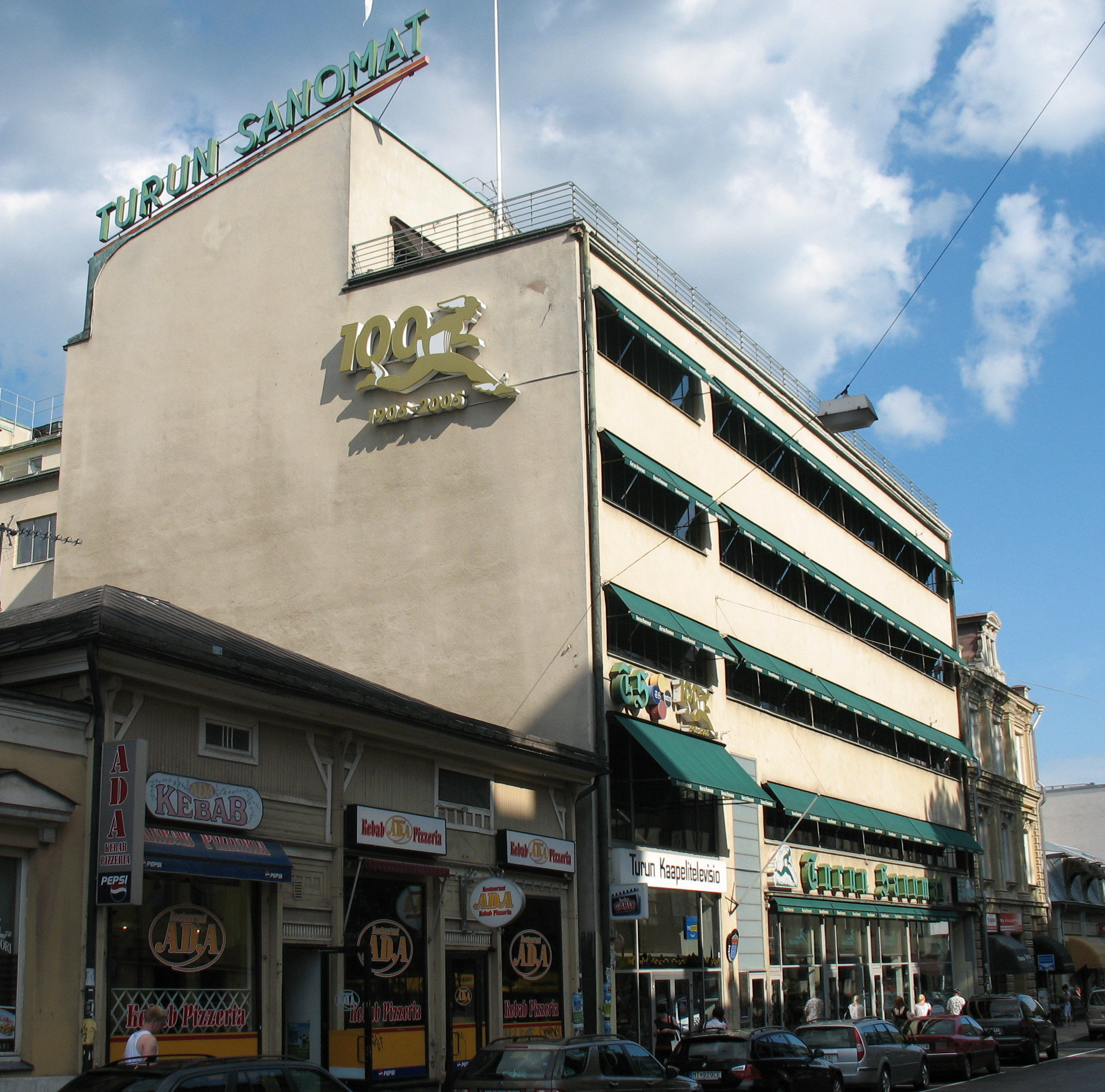
Turun Sanomat-huset vid Köpmansgatan i Åbo är byggt 1930 efter ritningar av arkitekt Alvar Aalto.

Turun Sanomat är en finskspråkig politiskt obunden dagstidning som ges ut i Åbo i Finland.  Med en upplaga som uppgick år 2010 till 107 199 exemplar är tidningen Finlands tredje största morgontidning och landets femte största dagstidning. Tidningens främsta spridningsområde är hela landskapet Egentliga Finland, men den har även läsare i grannlandskapen. 
Tidningen ger varje vecka ut två bilagor, på onsdagar bilagan: ts. och på lördagar bilagan: extra.  Därutöver ger tidningen, då och då, ut bilagor med olika aktuella teman.  Tidningen trycks i Artukais hos tryckeriet, TS-Yhtymä Oy Lehtipaino Oy.    
Turun Sanomat hade fram till 2011 sina lokaler på Köpmansgatan i Åbo i en byggnad, vilket uppfördes 1930 efter ritningar av Alvar Aalto. Numera finns bara kundbetjäningen kvar medan redaktionen flyttat bort från centrum. Huset är en av Finlands första funktionalistiska byggnader. Kontorsbyggnaden omfattar sex våningar ovan jord och två underjordiska våningar. Huset omfattade de moderna redaktions- och tryckeriavdelningarna och ägarens bostad i översta våningen. Huset konstruktioner är skapade tillsammans med byggnadskonstruktören, ingenjör Emil Henriksson. 

## Historia
Tidningen grundades vid årsskiftet 1904/1905 av advokat Antti Mikkola, som också var dess förste chefredaktör. Till en början var konkurrensen stor om de finskspråkiga läsarna, då det utkom samtidigt tre andra finskspråkiga dagstidningar i staden.  På 1920-talet blev Turun Sanomat Åbos mest spridda finskspråkiga tidning. Tidningen var Finska folkpartiets organ fram till 1961, då den förklarade sig politiskt oberoende. Från början av år 2010 renodlades tidningen Turun Sanomat till ett eget affärsområde inom koncernen TS-Yhtymä Oy.

## Annan media

### Turun Sanomats webbtidning
En av redaktionens avdelningar ansvarar för Turun Sanomats webbtidning. Webbtidningen har utkommit på internet sedan 1995.  Dess nuvarande avdelningschef (2012) är Ilkka Tervo. 

### Turku TV:s nyhetsverksamhet
Nyhetsverksamheten vid den lokala televisionskanalen Turku TV inleddes 1986. 